# Don't Turn Out the Lights
"Don't Turn Out the Lights" é uma canção gravada pelo supergrupo estadunidense NKOTBSB, formado por New Kids on the Block e Backstreet Boys. A canção serviu como single de seu álbum de colaboração, NKOTBSB (2011) e foi lançada em 5 de abril de 2011, através da Sony e Legacy. Composta por por Jess Cates, Claude Kelly e Emanuel Kiriakou e produzida por Kiriakou, "Don't Turn Out the Lights" após o seu lançamento figurou em tabelas musicais de países como Canadá e Estados Unidos.

## Antecedentes e lançamento
Em junho de 2010, após uma participação especial do Backstreet Boys a turnê Casi-NO Tour do New Kids On The Block, passou-se a se especular através da imprensa, que os dois grupos estariam se reunindo para realizar uma turnê conjunta no ano seguinte. Em novembro de 2010, foi divulgado durante entrevista ao programa On Air with Ryan Seacrest, que ambos os grupos gravariam um single a ser lançado mais tarde. Uma prévia de "Don't Turn Out the Lights" foi tocada pelos membros do Backstreet Boys, Brian Littrell e AJ McLean, no cruzeiro do grupo ainda em dezembro de 2010, na ocasião foi divulgado também, que sua data de lançamento não estava definida. Em 1 de abril de 2011, a canção vazou para a internet e quatro dias depois a mesma foi lançada oficialmente em formato digital.

## Faixas e formatos
| Download digital |                             |         |  |
| N.º              | Título                      | Duração |  |
| 1.               | "Don't Turn Out the Lights" | 3:31    |  |

| CD single da Alemanha |                                             |         |  |
| N.º                   | Título                                      | Duração |  |
| 1.                    | "Don't Turn Out the Lights"                 | 3:33    |  |
| 2.                    | "Don't Turn Out the Lights" (instrumental)" | 3:30    |  |

## Desempenho nas tabelas musicais

### Posições semanais
| Tabela musical (2011)                                     | Melhor posição |
| --------------------------------------------------------- | -------------- |
| Canadá - Billboard Canadian Hot 100                       | 46             |
| Estados Unidos - Billboard Bubbling Under Hot 100 Singles | 14             |